# Komárovce
Komárovce (Hongaars: Komaróc) is een Slowaakse gemeente in de regio Košice, en maakt deel uit van het district Košice-okolie.
Komárovce telt 383 inwoners.
De gemeente maakt deel uit van de Hongaarstalige streek langs de grens. In 2011 waren er van de 390 inwoners 267 Hongaren en 109 Slowaken. 